# ويليام فريدريك ستوك
ويليام فريدريك ستوك (بالإنجليزية: William Frederick Stock)‏ هو محامي وسياسي بريطاني وأسترالي (وحمل سابقاً جنسية المملكة المتحدة لبريطانيا العظمى وأيرلندا)، ولد في 28 يوليو 1847 في غلوسترشير في المملكة المتحدة، وتوفي في 23 نوفمبر 1913 في أستراليا. انتخب Attorney-General of South Australia ‏ (21 يونيو 1892 – 15 أكتوبر 1892) وانتخب Mayor of Glenelg ‏ (1878 – 1879) وانتخب عضو مجلس النواب جنوب أستراليا من الجمعية عن دائرة Electoral district of Sturt (South Australia) ‏ وقد انضم خلال فترته النيابية (2 أبريل 1887 – 14 أبريل 1893)  للكتلة البرلمانية مستقل.